# Поспаланко
„Поспаланко“ (на английски: Sleeper) е фантастична комедия от 1973 година на режисьора Уди Алън.

## Сюжет
Разказва се за приключенията на Майлс Монро (Уди Алън) – мъж от Ню Йорк, случайно замразен в хладилна камера. Събуден след 500 години, той попада в разгара на революционно движение, на фона на което Майлс се влюбва в Луна Шлосер (Даян Кийтън).

## В ролите
| Актьор           | Роля          |
| ---------------- | ------------- |
| Уди Алън         | Майлз Монро   |
| Даян Кийтън      | Луна Шлосер   |
| Джон Бек         | Арно Виндт    |
| Мери Грегъри     | Доктор Мелик  |
| Дон Кийфър       | Доктор Трайън |
| Джон Маклайъм    | Доктор Арагон |
| Бартлет Робинсън | Доктор Орва   |
| Джеки Мейсън     | Робота Тейлър |

## Продукция
Пълен с визулани гегове в стила на филмите на Бъстър Кийтън и братя Маркс, това е първият филм на Уди и Даян, които в продължение на дълги години имат съвместен личен и творчески живот. Музиката във филма е записана от самия Уди Алън и неговия оркестър.

## Награди и Номинации
- Получава номинация от Гилдията на американските сценаристи за оригинален сценарий.